# Björn Borg AB
Björn Borg er et svensk varemærke i undertøj som ejes af en virksomhed med samme navn. Varemærket er opkaldt efter tennisspilleren Björn Borg. Udover det primære produkt som er undertøj, benyttes varemærket til sportstøj og parfume. Virksomheden har derudover givet licens til produktion af sko, tasker og briller.
Virksomheden Björn Borg har hovedsæde i Frösundavik, Solna, er noteret på NASDAQ OMX siden 2007 og havde en omsætning på 1,6 mia. SEK i 2012. Produkterne forhandles på cirka 30 markeder og virksomheden er selv aktiv i 18 lande.